# Kameruns damlandslag i volleyboll
Kameruns damlandslag i volleyboll är ett av de främsta landslagen i Afrika med tre segrar i Afrikanska mästerskapet och har återkommande deltagande i VM. Laget organiseras av Fédération Camerounaise de Volley-Ball.